# Hemarina
Pour l’article homonyme, voir Hemarina (sous-tribu).

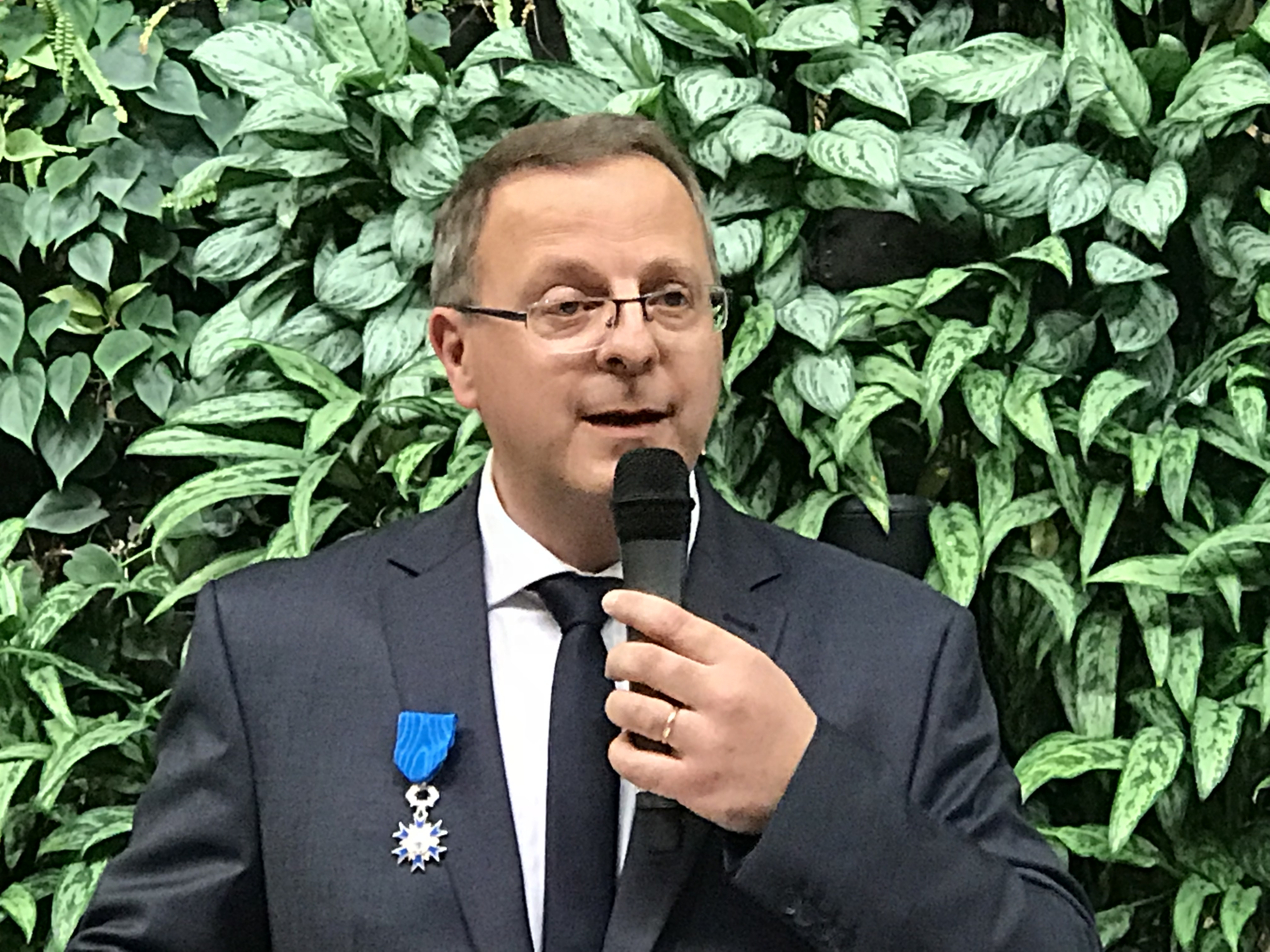
Frank Zal, fondateur et PDG d'Hemarina

Hemarina est une société basée à Morlaix (Finistère, France) spécialisée dans la fabrication de substituts sanguins à partir du ver arénicole. Elle a été fondée en 2007 par Franck Zal, chercheur au CNRS.

## Histoire
Franck Zal travaillait dans le domaine des pigments respiratoires des invertébrés avant de se spécialiser dans le domaine de l’hémoglobine des invertébrés marins et leur transport d’oxygène. En 2007, il décide de quitter le CNRS et il fonde Hemarina à Morlaix, dans le Finistère nord. Ce laboratoire biopharmaceutique est spécialisé dans le développement de produits de santé issus de sa plateforme technologique propriétaire (M101), qui repose sur les propriétés de l’hémoglobine du ver marin arénicole. C'est un spin-off du CNRS et de Sorbonne Université (Paris VI).
La société rachète en 2013 un ancien élevage de turbot à L'Épine, sur l'île de Noirmoutier, pour lancer la première ferme aquacole de reproduction et d'élevage de vers marins de l’espèce Arenicola marina.

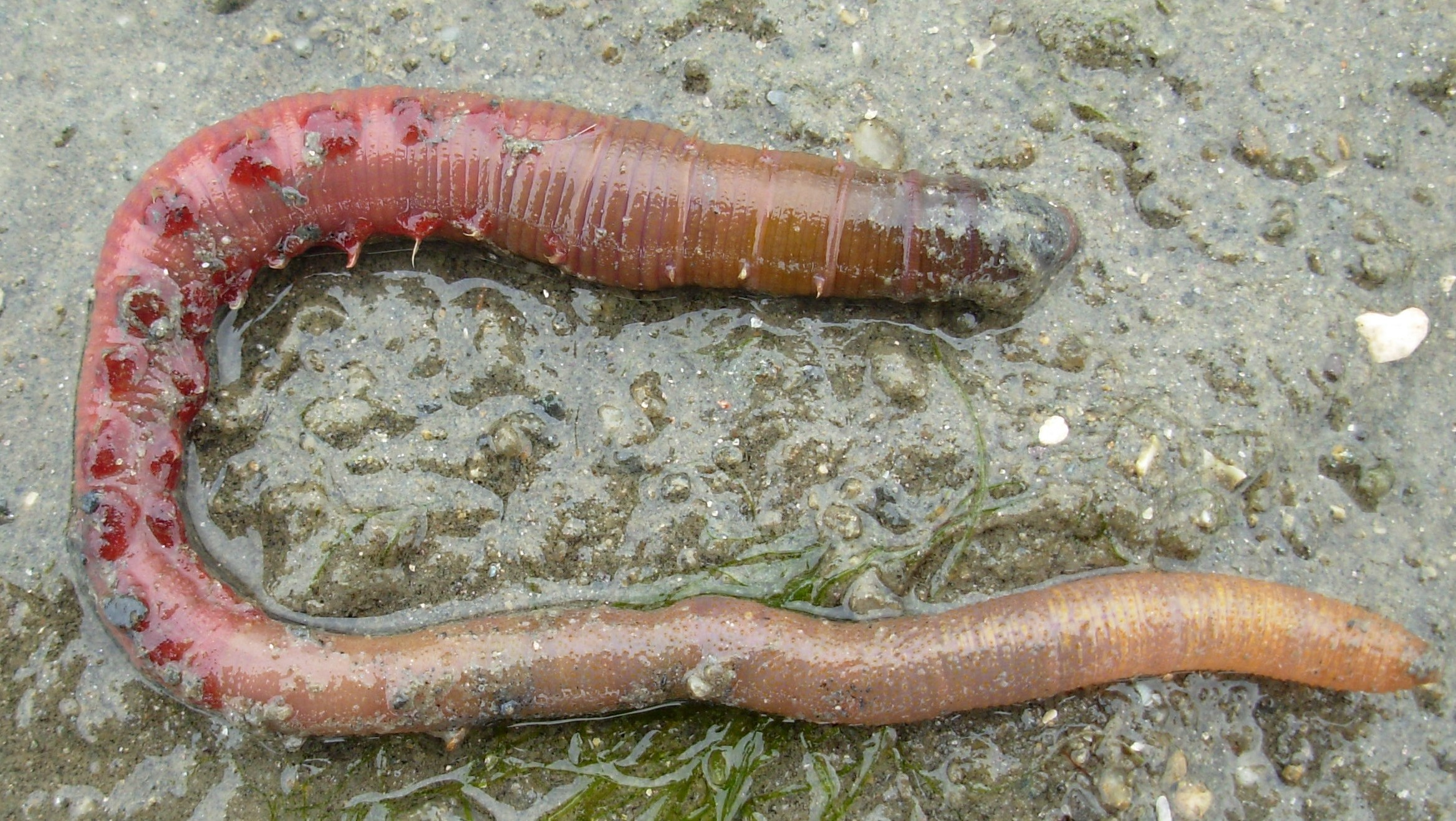
Arenicola marina

## Produits
La technologie Hemarina, repose sur l'hémoglobine de ver arénicole, naturellement extracellulaire, de haut poids moléculaire, fonctionnant sur une large plage de température (de 4 à 37 °C) et ne nécessitant aucun cofacteur pour libérer l'oxygène. Cette molécule est une érythrocruorine 250 fois plus petite qu'un globule rouge humain, mais grâce à ses 156 globines (alors que l'hémoglobine des mammifères n'en contient que quatre) 40 fois plus oxygénante qu'une hémoglobine humaine. Un des atouts essentiels de cette technologie est l’absence d’effet vasoconstricteur et hypertenseur tel qu’on peut l’observer avec les HBOC (Hemoglobin-Based Oxygen Carrier) de première et seconde générations manufacturés à partir d’hémoglobine animale (bovine ou porcine) ou humaine. Un autre atout est que la molécule est dissoute et non glycosylée, donc d'universalité d'utilisation (à la différence de la compatibilité des antigènes glycosylés des groupes sanguins érythocytaires ABO et Rh).
Les applications de cette technologie sont :
- la conservation des tissus lors des transplantation d'organes, HEMO2life®
- l'oxygénation lors de pathologies ischémiques, HEMOXYCarrier®
- les pansements oxygénants favorisant la cicatrisation, HEMHealing®
- des gels contre les maladies parodontales et les péri-implantites, HemDental-Care®
- mais aussi : les cultures de cellules, la fermentation, le traitement de la parodontite etc. HEMOXCell®, HEMBoost®

### HemoxyCarrier
L'HemoxyCarrier est composé d'hémoglobine extracellulaire qui permet la restauration d’une oxygénation optimale de l’organisme sans les effets secondaires (vasoconstriction principalement). De plus, grâce également à l’activité antioxydante intrinsèque de la molécule, il permet de réduire les dommages neurologiques dans la phase post-traumatique d’un choc, qu’il soit ou non hémorragique. HemoxyCarrier se présente sous la forme de sang en poudre, transportable et sans risque de contamination pour l'homme (contrairement aux poches de sang humain ne pouvant être conservées plus de 42 jours et pouvant présenter un risque de contamination par transfusion sanguine).
Des tests précliniques ont déjà été effectués sur des animaux par un laboratoire de l'US Navy, qui souhaite pouvoir utiliser HemoxyCarrier pour effectuer des transfusions d'urgence pour les victimes de bombes,.

### Hemo2life
En janvier 2018, le produit Hemo2life, à base de molécule d'hémoglobine d'arénicole, fut utilisé pour la conservation du greffon par le professeur Lantieri lors d'une greffe du visage. 
Ce produit est également utilisé pour accélerer la reprise de fonction du greffon dans les greffes de rein,.
Dans le cadre de la pandémie de maladie à coronavirus de 2019-2020, Hemo2life pourrait diminuer l’état inflammatoire des cellules pulmonaires et améliorer le traitement du syndrome de détresse respiratoire aiguë (SDRA) qui entraîne de nombreux décès des patients les plus gravement atteints par la Covid-19. Un essai clinique a été autorisé, puis suspendu par l'ANSM en raison d'une étude non clinique sur des porcs ayant occasionné une létalité de 100 %. Un nouveau protocole d’essai a été déposé à l’ANSM.
En 2022, Hemo2life a obtenu le marquage CE permettant d'utiliser ce produit en Europe.

### HEMHealing
En 2024, une femme de 22 ans, ayant subi des brûlures thermiques sur trois doigts, a été traitée avec HEMHealing, un nouveau pansement biologique à base d'hydrogel contenant principalement la molécule M101. Ce pansement agit en apportant de l'oxygène directement sur la zone brûlée, favorisant ainsi la survie et la régénération des cellules. Grâce à ce traitement, les brûlures des deuxième et quatrième doigts ont guéri en 10 à 15 jours, tandis que la cicatrisation du troisième doigt a pris 8 semaines .
Un patient brûlé gravement a été traité en 2023 au CHU de Nantes avec un pansement de la société Hemarina. Sa cicatrisation a été plus rapide et plus satisfaisante qu'avec un pansement classique.